# 26th Infantry Division (United States Army)
La 26th Infantry Division (26ª Divisione di fanteria) era una divisione di fanteria dell'Army National Guard e dell'esercito degli Stati Uniti che ha partecipato alla Prima ed alla seconda guerra mondiale.
Formata il 18 luglio 1917 e attivata il 22 agosto a Camp Edwards, in Massachusetts, faceva parte della Massachusetts Army National Guard e fu basata a Boston per la maggior parte della sua storia. In quanto le sue reclute provenivano da tutto il New England (Connecticut, Maine, Massachusetts, New Hampshire, Rhode Island, e Vermont) il suo primo comandante decise di soprannominarla Yankee Division. Oggi la sua storia è portata avanti dalla 26th Maneuver Enhancement Brigade.